# 鈉鋯石
鈉鋯石（英語：Catapleiite）又稱斜方鈉鋯石化學式化學式為Na
2Zr(Si
3O
9) · 2H2O 是斜方钠锆石 (Gaidonnayite) 的同质异形体，是一種很少在自然界單獨存在的礦物，通常與其他稀有礦物共生，因此其英文名稱來自希臘文的兩個單字「(kata)」（意思為「與」）以及「(pleion)」（意思為「更多」）。 若純淨時它是無色的，但最常見的顏色是棕褐色、棕紅色、淺黃色、深棕色、肉紅色或橙色。 它主要分佈在挪威的拉文島。 莫氏硬度約為 5.5-6。 屬單斜晶系。